# Karl Vötterle
Karl Vötterle (* 12. April 1903 in Augsburg; † 29. Oktober 1975 in Kassel) war ein deutscher Musikverleger. 

## Leben
Mit der Absicht, Liedblätter für die Mitglieder der musikalischen Jugendbewegung zu drucken, gründete er 1923 in Augsburg den Bärenreiter-Verlag (seit 1927 in Kassel), den er zu einem der großen Musikverlage weltweit machte. Maßgeblich für den Erfolg des Verlages in den ersten Jahren war die Wiederentdeckung von Heinrich Schütz. Durch die Herausgabe des Quempas regte er 1930 wieder neu adventliche und weihnachtliche musikalische Singbräuche an. In München engagierte er sich in der jugendbewegt-reformierten Hochschulgilde Werdandi. Die Verbandszeitschrift Der deutsche Bursch der Deutsch-Akademischen Gildenschaft erschien über diesen Kontakt im jugendbewegt ausgerichteten Bärenreiter-Verlag.
Früh schon verlegte Vötterle zeitgenössische Komponisten wie Hugo Distler, Ernst Pepping und Willy Burkhard. Die Förderung der Musik der Gegenwart war neben der Pflege der Meister der Vergangenheit immer eine der Leitlinien des Verlegers. 1933 gründete er zusammen mit Richard Baum die Kasseler Musiktage, anfangs ein Zusammentreffen von Laienmusikern, nach dem Krieg dann bald eine Veranstaltung mit einem scharfen inhaltlichen Profil, das viele Interessierte nach Kassel lockte.
Zwischen 1933 und 1945 hielt er als Leiter des Bärenreiter-Verlags an der Publikation (auch zeitgenössischer) christlicher Musik fest, publizierte jedoch auch nationalsozialistische Lieder und Chorwerke, darunter ein SS-Treuelied, sowie Chorbücher mit systemkonformen Vorworten. Als Verleger des christlichen Sonntagsbriefes im angeschlossenen Neuwerk-Verlag wurde Vötterle im Dezember 1935 aus der Reichspressekammer ausgeschlossen, aber kurz darauf unter Auflagen wieder aufgenommen. Das christliche Blatt, in dem auch systemkritische Artikel erschienen waren, wurde verboten. 
1936 trat Vötterle der Reiter-SA bei, in der er zuletzt den Rang eines Oberscharführers hatte. Auf Antrag vom 4. April 1937 wurde er mit Wirkung vom 1. Mai 1937 Mitglied der NSDAP (Mitgliedsnummer 4.629.166). Im September 1944 wurde Vötterle durch Herbert Gerigk beim Hauptamt Schrifttum im Amt Rosenberg wegen anthroposophischer und konfessioneller Bindung denunziert.
Nach dem Krieg musste sich Vötterle dem Entnazifizierungsverfahren stellen. Eine Spruchkammer erklärte ihn am 21. November 1947 für entlastet und begründete dies zusammenfassend: „Aus alledem ergibt sich, dass der Betroffene spätestens seit 1935 nach Maßgabe seiner Kräfte aus seiner anti-nationalsozialistischen Gesinnung heraus gegen den Nationalsozialismus aktiv Widerstand geleistet hat.“
Nach der daraus folgenden Wiedererlangung der Verlegerlizenz bauten Vötterle und seine aus dem Krieg heimgekehrten Mitarbeiter mit eigenen Händen das zerstörte Verlagshaus wieder auf und führten die Verlagsarbeit fort. Als Konsequenz aus der wiedererlangten Demokratie in Deutschland und den wieder möglichen internationalen Kontakten knüpfte Vötterle schon in den 50er Jahren ein Netz an Beziehungen weit über Deutschland hinaus. Er sah in dieser Zeit die „Stunde der Gesamtausgabe“ gekommen und begann in Zusammenarbeit mit öffentlich geförderten Instituten nach und nach mit der Publikation wissenschaftlich-kritischer Gesamtausgaben der Werke von Christoph Willibald Gluck (ab 1951), Georg Philipp Telemann (ab 1953), Johann Sebastian Bach (ab 1954), Wolfgang Amadeus Mozart (ab 1955), Georg Friedrich Händel (ab 1955), Heinrich Schütz (ab 1955), Franz Schubert (ab 1964) und Hector Berlioz (ab 1967). Auf diesen zum Teil noch nicht abgeschlossenen Editionen auf dem jeweils aktuellen musikwissenschaftlichen Stand gründet sich bis heute der Weltruf des Bärenreiter-Verlags.
Bereits 1949 erschien der erste Band der 17-bändigen Enzyklopädie Die Musik in Geschichte und Gegenwart (MGG). Das Engagement für die zeitgenössische Musik setzte Vötterle fort. Komponisten wie Ernst Krenek, Giselher Klebe, Günter Bialas u. a. veröffentlichten ihre Werke bei Bärenreiter. Vötterle war Gründer und Mitbegründer zahlreicher Gesellschaften, u. a. der Neuen Schütz-Gesellschaft (heute: Internationale Heinrich-Schütz-Gesellschaft), der Gesellschaft für Musikforschung, der Interessengemeinschaft musikwissenschaftlicher Herausgeber und Verleger (heute: VG Musikedition). Auch über den Bereich der Musik hinaus war Vötterle tätig, zum Beispiel als einer der Gründer der Gründer der Evangelischen Michaelsbruderschaft oder des Brüder Grimm-Museums Kassel. Nach 1945 war er Vorsitzender der Brüder Grimm-Gesellschaft. Im Bärenreiter-Verlag und dem angegliederter Johannes-Stauda-Verlag erschienen Bücher und Schriften zur Theologie, Geschichte, hessischen Landeskunde u. a. Zahlreiche Ehrungen wurde ihm zuteil, darunter Ehrendoktortitel der Universitäten von Kiel (Musikwissenschaft, 1953) und Leipzig (Theologie, ebenfalls 1953).

## Auszeichnungen
- 1953: Verdienstkreuz als Stecknadel (später 1. Klasse umbenannt) der Bundesrepublik Deutschland
- 1964: Bayerischer Verdienstorden
- 1968: Großes Verdienstkreuz der Bundesrepublik Deutschland
- 1968: Ehrensenator der Universität Marburg

## Schriften (Auswahl)
- mit Jörg Erb: Das Tischgebet. [Gedichte]. Kassel 1928.
- Haus unterm Stern. Über Entstehen, Zerstörung und Wiederaufbau des Bärenreiter-Werkes. Kassel 1949, 4. Aufl. 1969.
- (Hrsg.) Deutsche Haussprüche. Kassel 1949.